# Margherita Guccione
Margherita Guccione (Roma, 16 ottobre 1953) è un'architetta italiana, dal 2022 alla direzione scientifica del Grande MAXXI, l'ambizioso programma di ampliamento e rigenerazione degli spazi e dei contenuti del Museo MAXXI.

## Biografia
Nata a Roma il 16 ottobre 1953, si laurea con lode presso la Facoltà di Architettura de "La Sapienza" di Roma. 
Nel 1985 entra al Ministero della Cultura, dove inizia un'intensa attività istituzionale e di ricerca per la conservazione e la valorizzazione del patrimonio architettonico storico e contemporaneo.
Dal 2000 al 2001 è Soprintendente per i Beni Culturali e il Paesaggio a Caserta.
A partire dal 2000, segue su incarico del MiC, l’intero iter per la realizzazione della sede del Centro per le arti contemporanee su progetto di Zaha Hadid, poi denominato MAXXI, Museo nazionale delle arti del XXI secolo, grazie all'acronimo da lei ideato.
Per il MAXXI elabora il progetto culturale del Museo di Architettura, che dirige dall'apertura al pubblico nel 2010 fino al 2019 e nel 2021, definendone la mission e la visione e avviandone le collezioni con le acquisizioni degli archivi di grandi protagonisti del Novecento (a partire da quelli di Carlo Scarpa, Aldo Rossi e Pier Luigi Nervi), di architetti contemporanei e di maestri della fotografia.
Dal 2013 al 2019 dirige anche il Dipartimento Ricerca, Educazione e Formazione del MAXXI.  
Nel 2020 è nominata Direttore Generale per la Creatività Contemporanea (DGCC) del Ministero della Cultura. In questa veste promuove progetti innovativi per l’arte, la fotografia contemporanea e per la rigenerazione urbana, attraverso bandi e attività di sostegno della ricerca e della produzione culturale.
Dal 2022 è Direttore scientifico del Grande MAXXI e, per il Museo, continua a curare i progetti speciali di architettura e fotografia contemporanee.
È autrice di numerosi scritti e saggi e monografie sull'architettura del Novecento e sul rapporto tra contemporaneità e conservazione.

## Pubblicazioni
Tra le principali pubblicazioni:
- Patrimonio culturale e disastri. L'impatto del sisma sui beni monumentali. Prospettive di prevenzione M. Guccione, M. R. Nappi, A. P. Recchia, Roma, Gangemi editore, 1998
- Zaha Hadid. Opere e progetti, a cura di M. Guccione, catalogo della mostra (Roma, Centro nazionale per le arti contemporanee 10 maggio-11 agosto 2002), Torino, Allemandi Editore, 2002
- Guida agli archivi privati di architettura a Roma e nel Lazio. Da Roma capitale al secondo dopoguerra, a cura di M. Guccione, D. Pesce, E. Reale., Roma, Gangemi Editore, 2002
- Il ponte e la città. Sergio Musmeci a Potenza, a cura di M. Guccione, Roma, Gangemi Editore, 2004
- Alessandro Anselmi. Piano superficie progetto, a cura di M. Guccione e V. Palmieri, catalogo della mostra (Roma, MAXXI 13 marzo-16 maggio 2004), Milano, Federico Motta Editore, 2004
- Adalberto Libera. Disegni del Centre Pompidou e dell'Archivio Centrale dello Stato, a cura di M. Guccione, M. Giannetto, A. Fassio, catalogo della mostra (Roma, Archivio Centrale dello Stato 30 gennaio-14 marzo 2004), Roma, Gangemi Editore, 2004
- Giancarlo De Carlo. Le ragioni dell'architettura, a cura di M. Guccione e A. Vittorini, catalogo della mostra (Roma, MAXXI 1 giugno-18 settembre 2005), Milano, Electa, 2005
- MAXXI. Cantiere d'autore. Fotografie 2003-2006, a cura di M. Guccione, Milano, Electa, 2006
- Zaha Hadid. L'architettura, i protagonisti, Milano, Federico Motta Editore, 2007
- MAXXI, materia grigia. Il racconto della costruzione, con M. Avagnina e S. La Pergola, Roma, Electa, 2010
- Archivi e musei di architettura. Documentare il contemporaneo, a cura di M. Guccione, Atti della giornata di studi (Roma, 21 gennaio 2010), Roma, Gangemi Editore, 2010
- Come sarà il museo del futuro? Lezioni di museografia contemporanea, a cura di M. Guccione, Roma, MAXXI ed., 2012
- MAXXI Architettura. Catalogo delle collezioni, a cura di M. Guccione, Macerata, Quodlibet, 2015
- L'Italia di Zaha Hadid, a cura di M. Guccione e P. Ciorra, catalogo della mostra (Roma, MAXXI 23 giugno 2017- 14 gennaio 2018), Macerata, Quodlibet, 2017
- Extraordinary Visions. Italy, a cura di M. Guccione, S. Antonacci, Roma, MAXXI ed., 2018
- Ha curato inoltre nella collana Minimum. Biblioteca essenziale di architettura per Motta Editore, il volume dedicato a Zaha Hadid e ha coordinato la serie di DVD Il caffè dell'architettura per Repubblica/L'Espresso, curando direttamente il DVD dedicato a Zaha Hadid